# 班塞
班塞（法語：Buncey，法語發音：[bœ̃sɛ]）是法国科多尔省的一个市镇，位于该省北部，属于蒙巴尔区。

## 地理
班塞（47°49'23"N, 4°33'44"E）面积27.02 平方千米，位于法国勃艮第-弗朗什-孔泰大區科多尔省，该省份为法国中东部省份，北起奥布省，西接涅夫勒省和约讷省，南至索恩-卢瓦尔省，东南接汝拉省，东临上索恩省，东北部与上马恩省接壤。
与班塞接壤的市镇（或旧市镇、城区）包括：塞纳河畔沙蒂永、沙梅松、维利耶勒迪克、昂皮伊勒塞克、塞纳河畔诺。

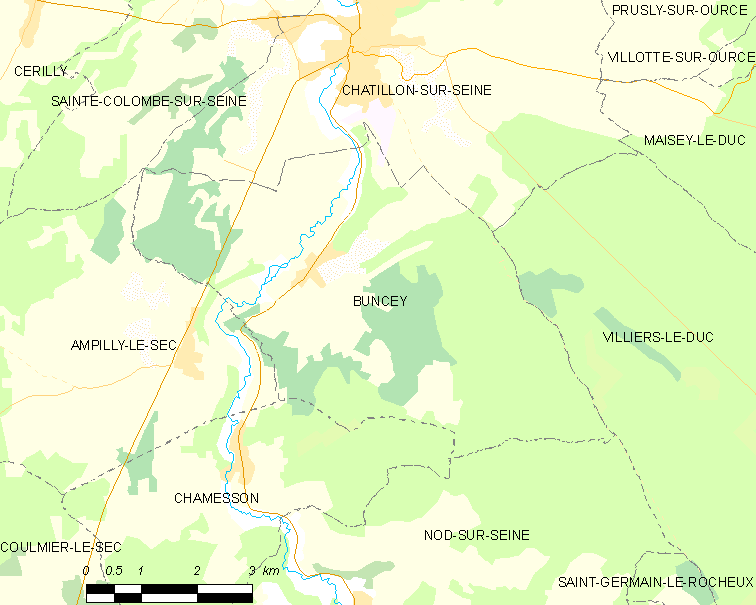
班塞的OSM定位图

班塞的时区为UTC+01:00、UTC+02:00（夏令时）。

## 行政
班塞的邮政编码为21400，INSEE市镇编码为21115。

## 政治
班塞所属的省级选区为塞纳河畔沙蒂永县。

## 人口

1962-2008年间班塞人口变化图示

班塞于2022年1月1日时的人口数量为358人。